# Mimodiaxenes elongata
Mimodiaxenes elongata là một loài bọ cánh cứng trong họ Cerambycidae.